# Ikakogi
Ikakogi is een geslacht van kikkers uit de familie glaskikkers (Centrolenidae). De groep werd voor het eerst wetenschappelijk beschreven door Juan M. Guayasamin, Santiago Castroviejo-Fisher, Linda Trueb, José Ayarzagüena, Marco Rada en Carles Vilà in 2009.
Het geslacht is nog niet ingedeeld bij een van de onderfamilies van de glaskikkers. Er is slechts een enkele soort; Ikakogi tayrona, het geslacht is dus monotypisch. Deze kikker leeft in Zuid-Amerika en komt endemisch voor in Colombia.

## Taxonomie
Geslacht Ikakogi
- Soort Ikakogi tayrona

(Ikakogi) · 
Centroleninae · 
Hyalinobatrachinae